# Bulgaria Mare
Bulgaria Mare este un termen care se referă la o serie de încarnări istorice ale Bulgariei, precum și o mișcare naționalist-iredentistă din ziua de azi. Pe lângă teritoriul actual al statului bulgar, Bulgaria Mare ar include și porțiuni din Macedonia, Tracia, Moesia și Dobrogea românească.

## Istoric

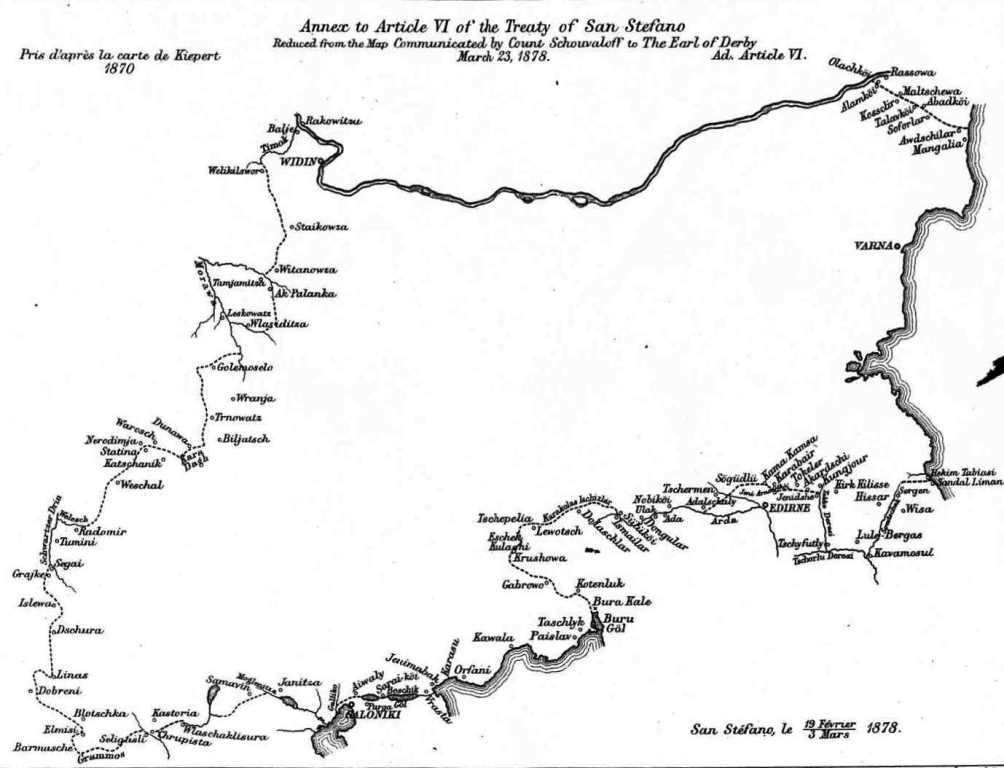
Anexă a tratatului de la San Stefano, prezentând granițele Bulgariei independente.

Bulgaria Mare a fost înființată prin tratatul de la San Stefano din 1878, dând naștere primului stat bulgăresc modern. O parte din teritoriile anexate au fost însă returnate Imperiului Otoman prin Congresul de la Berlin.
La începutul secolului 20, controlul asupra Macedoniei a reprezentat una din principalele neîntelegeri dintre Bulgaria, Imperiul Otoman, Grecia și Serbia. Toate aceste state au luptat unul împotriva celuilalt în diverse formule, atât în războaiele balcanice, cât și în primul război mondial. Pierderile teritoriale din al doilea război balcanic și încercarea eșuată de a le recupera în primul razboi mondial au creat un sentiment de traumă națională in Bulgaria.
În 1940, prin Tratatul de la Craiova, Dobrogea de sud (sau Cadrilaterul) este înapoiată Bulgariei în mod pașnic. A urmat un schimb de populație prin care Bulgaria inapoia 110.000 de români și aromâni și primea 70.000 de etnici bulgari care locuiau în România. Cu ajutorul Germaniei naziste, Bulgaria Mare a fost reconstituită temporar prin anexarea Macedoniei de Est și Macedoniei Iugoslave, precum și a Traciei Vestice. În cele din urmă însă, doar Dobrogea de sud a rămas parte constituentă a Bulgariei, celelalte regiuni fiind retrocedate dupa încheierea celui de-Al Doilea Război Mondial.

## Legături externe
- Relațiile bulgaro-iugoslave din 1955 până 1980